# Trinquetaille
Trinquetaille est un quartier rive droite d'Arles. Il fut particulièrement développé dans l’Antiquité, en raison de ses activités portuaires, comme en témoignent les nombreuses découvertes archéologiques. Son nom apparaît dans de nombreux textes anciens, les consuls d’Arles étant seigneurs de Trinquetaille.
Au recensement de 2006, le quartier de Trinquetaille comptait 6 132 habitants.

## Géographie

### Localisation
Trinquetaille est un quartier d'Arles, situé à l'ouest du centre historique, séparé de celui-ci par un bras du Rhône.

### Hydrographie
Le quartier de Trinquetaille est situé sur la rive droite du grand Rhône. Par ce positionnement, à la pointe du Delta, Trinquetaille est situé en Camargue. 

### Voies de communication et transports
L'accès au quartier se fait depuis le centre-ville d'Arles, par la route départementale RD35a, qui emprunte le Pont de Trinquetaille. ou alors la sortie (3) de la voie rapide direction Nîmes.
Plusieurs lignes de bus desservent le quartier de Trinquetaille :
- ligne 3 : Gimeaux - La Crau
- Ligne 4 : Tournesol - C.C Plaine de Montmajour
- Ligne 5 : St Pierre - Piscine Montmajour
- Passage ligne 10 : Vers Salin de Giraud
- Passage ligne 50 : Vers Saintes Maries de la Mer

## Toponymie

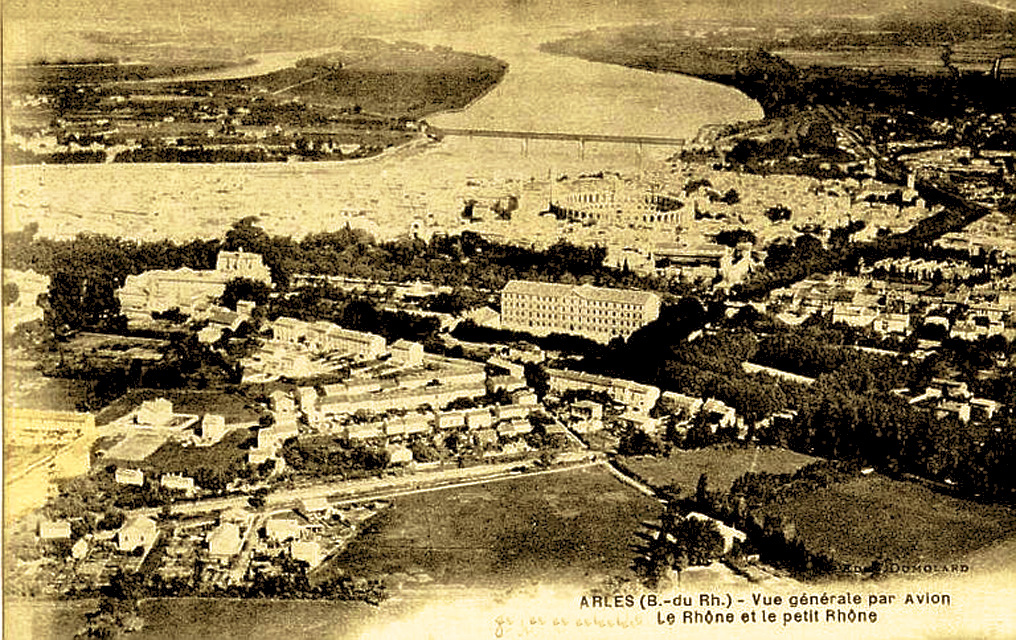
Trinquetaille, face à Arles, sur la rive droite du Grand-Rhône.

Le nom Trinquetaille viendrait du verbe occitan trencar « trancher », suivi de tailha, nom féminin signifiant « morceau de bois sur lequel on fait des entailles », et qui a évolué vers le sens des « impôts ». D'après Gilles Fossat, trenca-talhas ou « tranche-tailles, coupeur de tailles », est le surnom d'un homme qui collectait les impôts et inscrivait sur une tranche de bois les sommes perçues (talliator en latin médiéval). Sa renommée a dû marquer la vie du quartier au point de lui donner son nom.
Jean-Pierre Chambon voit dans ce toponyme un cri de guerre : Trinca ! Talha ! (« Tranche ! Taille ! ») lié au repli défensif du bourg au cours du Haut Moyen Âge.

## Histoire

### Antiquité

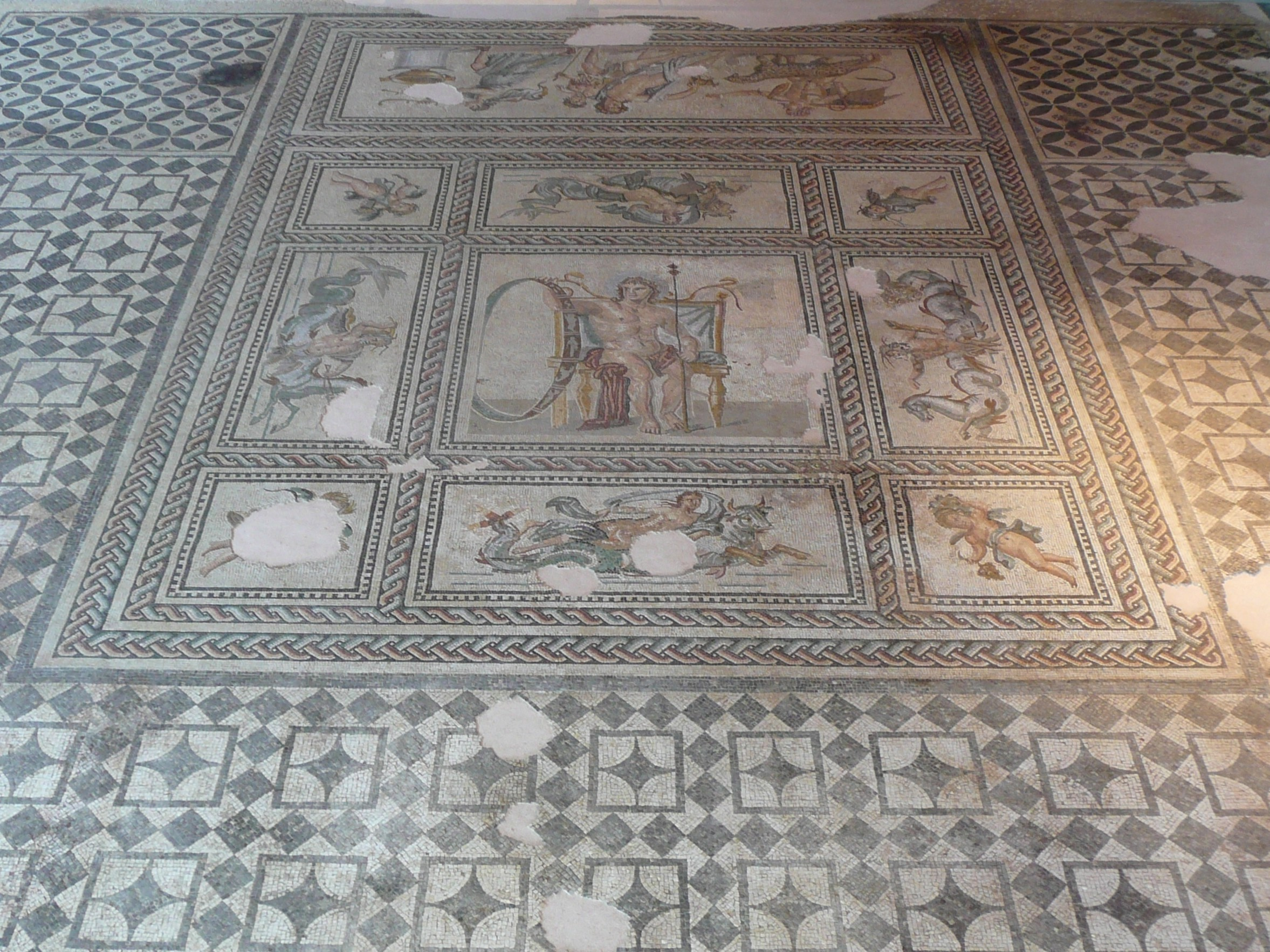
Arles (Bouches-du-Rhône, France), au musée départemental Arles antique, riche collection de mosaïques gallo-romaines, le musée possédant un atelier de restauration de mosaïques réputé.

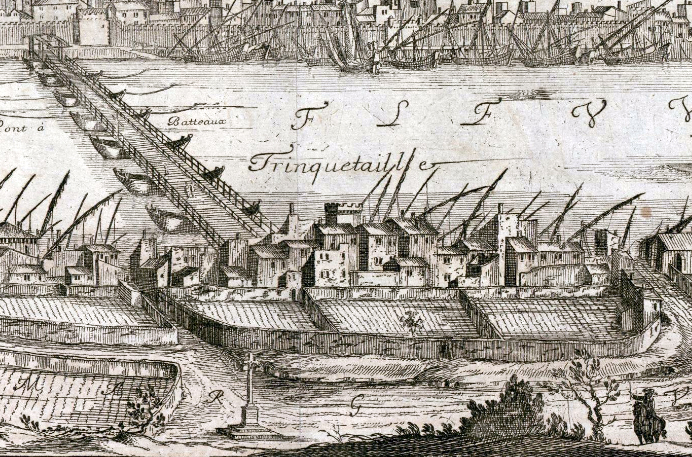
Le bourg de Trinquetaille, face à Arles, en 1660.

Arelate (Arles) se développe sur les deux rives du Rhône. En rive droite, actuel quartier de Trinquetaille, les découvertes archéologiques soulignent une occupation importante : une zone résidentielle occupée du Ier siècle av. J.-C. au IIIe siècle apr. J.-C., des hangars liés à une activité portuaire à vocation internationale, une cour monumentale à portiques qui pourrait avoir appartenu à un collège socioprofessionnel lié aux activités fluviomaritimes, et deux zones funéraires.
Concernant les demeures de la zone d'habitation, des fouilles menées dans les années 1980 et plus récemment depuis 2013 ont mis au jour plusieurs de ces luxueuses maisons urbaines sur le Site archéologique de la Verrerie de Trinquetaille.
Les plus anciennes demeures portent un décor peint daté de -70 à -30 et unique en Gaule à ce jour.
Une occupation ultérieure, datée de la fin du IIe siècle ap. J.-C., est caractérisée par des domus dotées notamment de bassins en marbre et de fontaines, d'un système de chauffage par hypocauste et de grandes pièces aux sols décorés de mosaïques, dont certaines sont actuellement visibles au Musée départemental Arles antique (exemple : mosaïque de l'Aiôn).
Vers la fin du IIIe siècle, l'archéologie atteste une destruction violente du secteur suivie de son abandon. L'occupation du quartier se résume, pour l'essentiel, jusqu'au VIe siècle à des nécropoles chrétiennes, dont la plus connue est celle de la papeterie Etienne qui a livré de somptueux sarcophages

### Moyen Âge
En janvier 1208, Pierre de Castelnau, légat du pape Innocent III, parcourt la région pour essayer d'endiguer l'hérésie cathare dans le midi de la France. Castelnau est assassiné par un écuyer du comte de Toulouse Raymond VI. Cet évènement est à l'origine de la Croisade des Albigeois.
La seigneurie de Trinquetaille appartenait alors à la maison des Baux et on y trouve également l'ordre de Saint-Jean de Jérusalem qui y avait établi la commanderie Saint-Thomas de Trinquetaille rattachée au grand prieuré de Saint-Gilles. La chapelle Saint-Thomas avait été donnée au Hospitaliers vers 1115/1120 par l'évêque Atton de Bruniquel.

### Période contemporaine

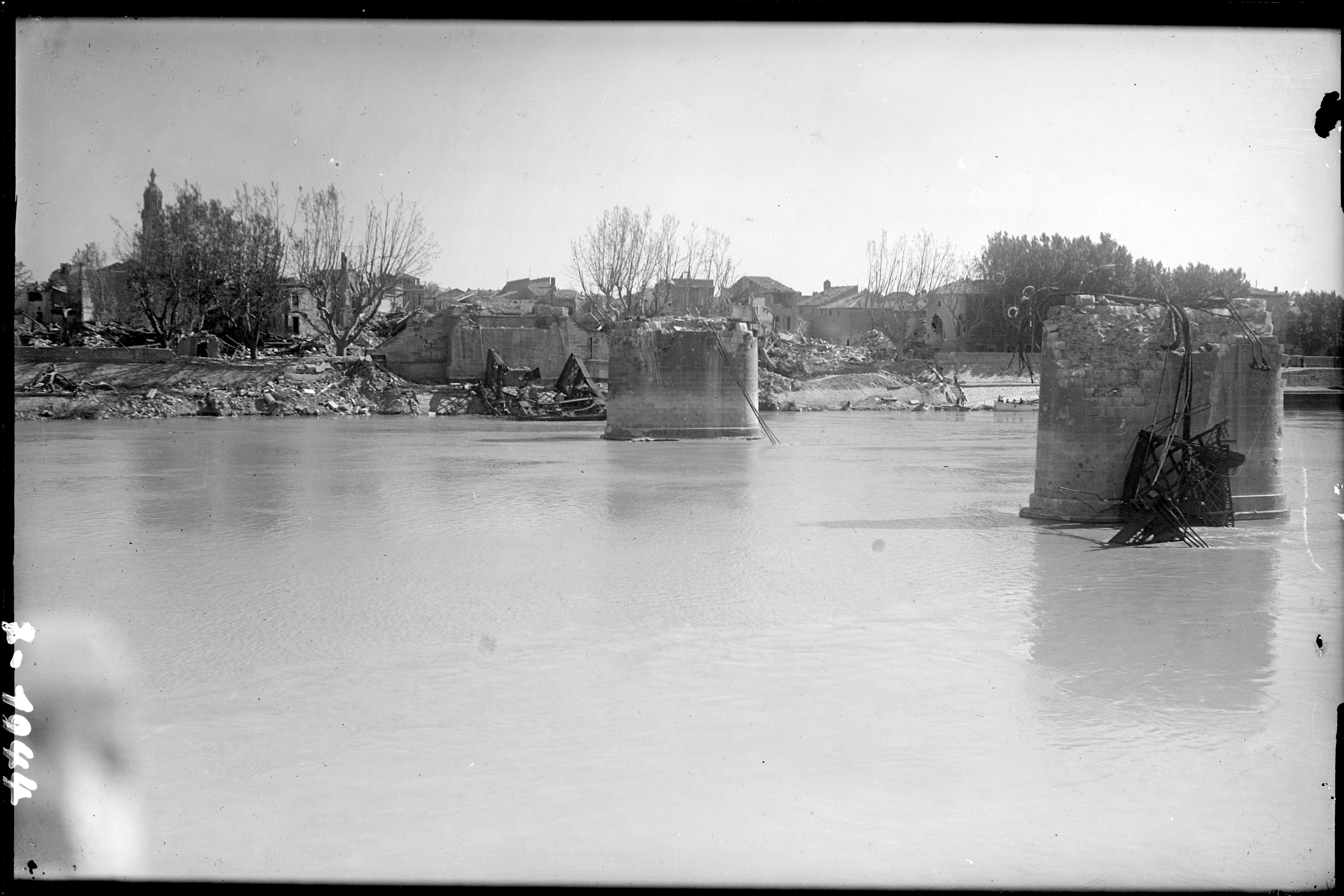
Destruction du pont de Trinquetaille en août 1944.

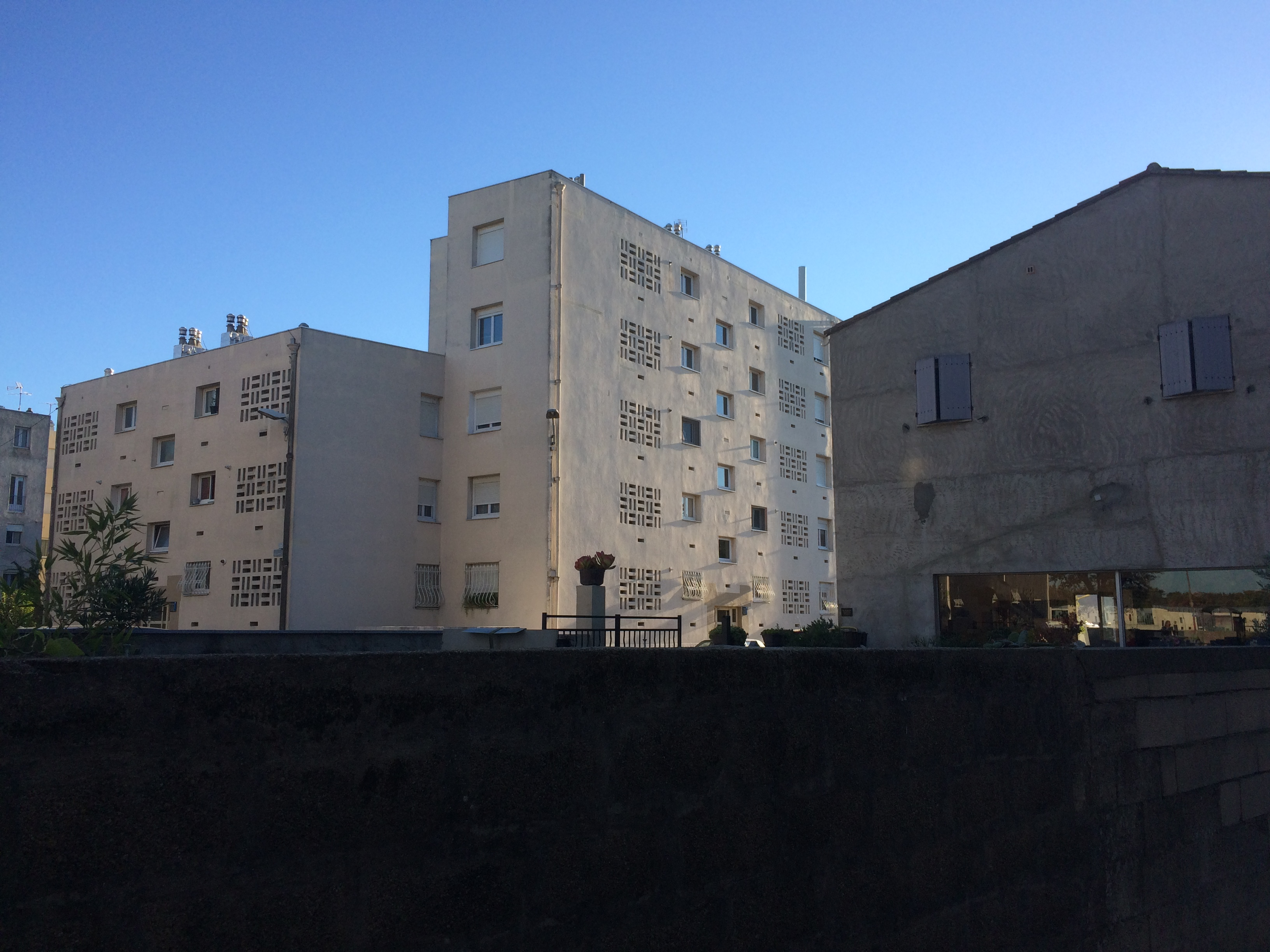
Quartier de Trinquetaille à Arles

Avant la Seconde Guerre mondiale, le quartier de Trinquetaille est relié à Arles par deux ponts : un pont ferroviaire (Arles-Lunel) et un pont routier et piéton en métal (1875). Les deux ponts sont détruits respectivement le 6 août 1944 et le 15 août 1944 par les bombardements alliés, ce qui isole complètement le quartier du reste de la ville.
Le quartier est bombardé lors de la Seconde Guerre mondiale. Les destructions principales ont été subies à Arles en 1944 par 6 bombardements alliés pendant les combats pour la Libération de la Provence. Les objectifs étaient la destruction des ponts mais plusieurs quartiers notamment la Roquette, la Cavalerie et Trinquetaille sont sinistrés. Les dégâts sont importants à Trinquetaille : 405 immeubles sont détruits ce qui équivaut à plus de 1000 logements. Seul le clocher de l'église Saint-Pierre est encore debout.
Une reconstruction rapide et en nombre était nécessaire. Elle s'effectue entre 1948 et 1955 sous la direction de Pierre Vago, architecte en chef du département, chargé de plusieurs chantiers dans la région (Tarascon...). D'autres architectes participent à l'opération : Léon Hoa (1912- ), Georges Imbert (1896-1975), Jacques Van Migom (1907-1980), Eugène Squélard.
L'architecture moderniste répond aux besoins de la mise en œuvre rapide. Pour Vago, la situation du quartier de Trinquetaille permet l'expérimentation d'un programme d'architecture contemporaine. Il envisage :

« un plan d'ensemble rationnel, tenant en compte des conditions climatiques, de la chance que représente le Rhône en face de l'admirable silhouette de la ville mais aussi des traditions et des habitudes locales. »

## Administrations municipales

### Liste des élus de quartier

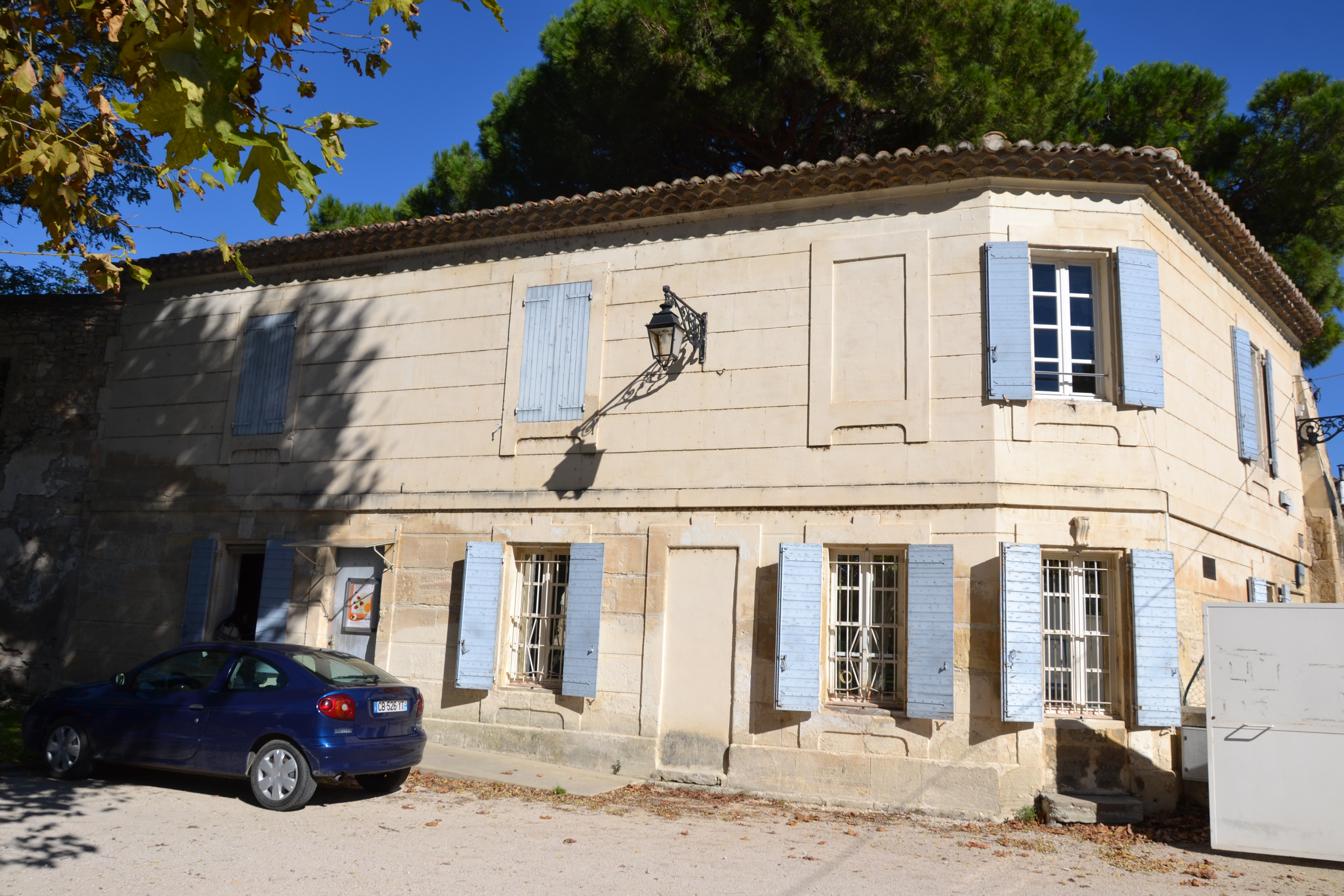
mairie annexe d'Arles dans le quartier de Trinquetaille

| Période      | Période      | Identité           | Étiquette | Qualité |
| ------------ | ------------ | ------------------ | --------- | ------- |
|              |              |                    |           |         |
|              |              |                    |           |         |
| Mars 2014    | Juillet 2020 | Nicolas Koukas     | PCF       |         |
| Juillet 2020 | En cours     | Sébastien Abonneau | Horizons  |         |

### Services publics
Le quartier dispose d'une antenne de la mairie, ouverte 6 jours sur 7, qui abrite également un bureau de poste.

## Population et société

### Démographie
| 2006  | 2020  | - | - | - | - | - | - | - | - |
| ----- | ----- | - | - | - | - | - | - | - | - |
| 6 132 | 8 017 | - | - | - | - | - | - | - | - |

### Enseignement
Les établissements scolaires de Trinquetaille dépendent de l'académie d'Aix-Marseille. Les élèves commencent leur scolarité dans le quartier, à l'école maternelle Anaïs-Gibert, établissement de 167 enfants, puis à l'école élémentaire André-Benoît, regroupant 314 enfants. Ils la poursuivent, toujours à Trinquetaille, au collège Robert-Morel.

### Cultes
La paroisse catholique du quartier de Trinquetaille, l'église Saint-Pierre de Trinquetaille, dépend de l'Archidiocèse d'Arles. Les lieux de cultes des autres confessions ne se situent pas dans ce quartier : cultes musulman ou protestant, en centre-ville d'Arles, culte orthodoxe à Salin-de-Giraud.

## Économie

### Entreprises et commerces
Plusieurs commerces de proximité sont installés dans le quartier, ainsi qu'un enseigne de moyenne surface.

## Culture locale et patrimoine
Le quartier de Trinquetaille est cité dans le poème d’Aragon, Le Conscrit des cent villages, écrit comme acte de Résistance intellectuelle de manière clandestine au printemps 1943, pendant la Seconde Guerre mondiale. Aragon a vécu dans différents lieux de la Provence durant la guerre.

### Monuments et patrimoine

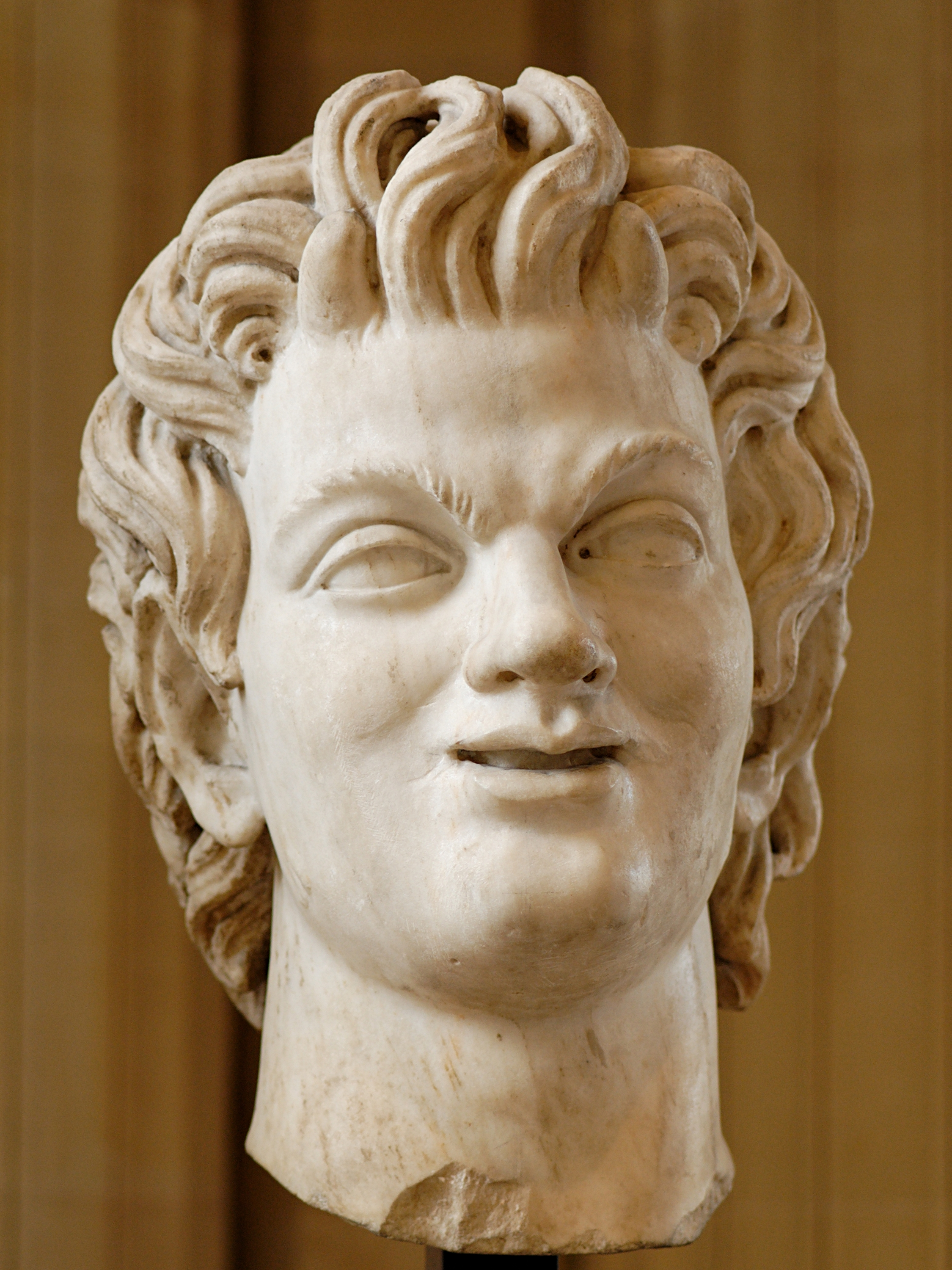
Tête de satyre en marbre, œuvre romaine du Ier-IIe siècle ap. J.-C., découverte à Trinquetaille, musée du Louvre, Paris.

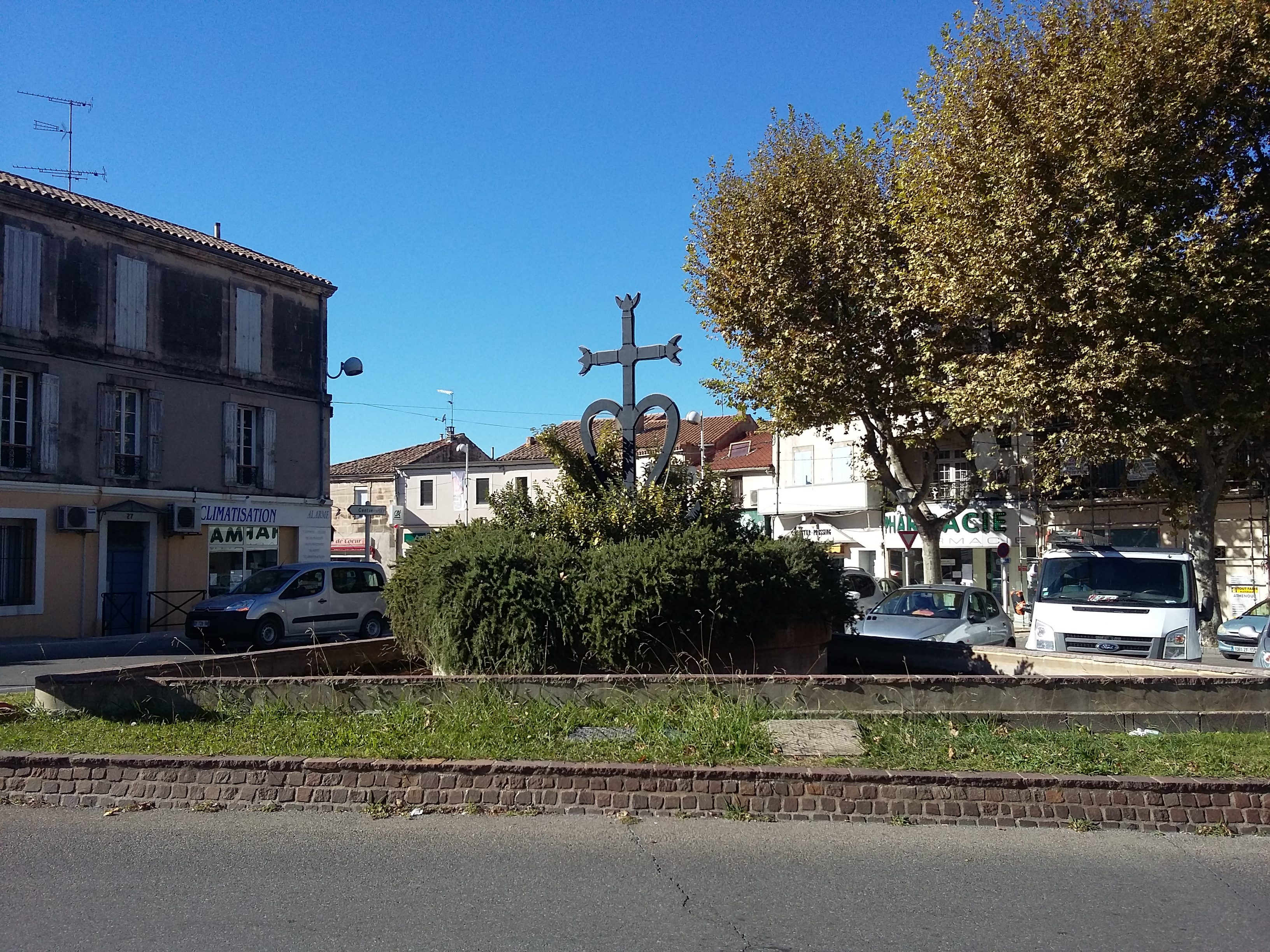
Place de la Croix de Camargue

- Site archéologique de la Verrerie de Trinquetaille
- Verrerie de Trinquetaille
- L'église Saint-Pierre de Trinquetaille : cette église, construite au début des années 1950, est labellisé patrimoine XXe siècle par le ministère de la culture[23]
- Les immeubles de la reconstruction : bâtis entre 1948 et 1955, ils sont labellisés patrimoine XXe siècle par le ministère de la culture[24]
- La Croix de Camargue
- L'église Saint-Pierre-de-Gallègue : détruite à la fin du XVIIIe siècle, anciennement située sur les quais du Rhône à Trinquetaille